# Kieran Lee
Kieran Christopher Lee, né le 22 juin 1988 à Stalybridge dans le Grand Manchester, est un footballeur anglais.

## Biographie
Kieran Lee intègre le centre de formation du Manchester United en 2002, à l'âge de 14 ans. Il évolue alors en tant que milieu central puis devient un joueur pouvant évoluer à gauche ou à droite aussi bien au milieu qu'en défense.
Il passe deux années en professionnel chez les Red Devils et apparait à trois reprises en équipe première. Après un prêt aux Queens Park Rangers, il s'engage en 2008 au Oldham Athletic, dans la périphérie de Manchester, alors en League One (3e division anglaise).
Après quatre saisons durant lesquelles il joue régulièrement avec le club, il arrive en fin de contrat en mai 2012 et signe dans le club de Sheffield Wednesday, fraichement promu en Championship (2e division anglaise) pour la saison 2012-2013.

## Palmarès

### Avec Bolton Wanderers
- Vainqueur de la EFL Trophy en 2023